# Haidian (district)
Haidian (Vereenvoudigd Chinees: 海淀区 (officieel), 海甸区 (alternatief), Hanyu pinyin: Hǎidiàn Qū) is een onderdeel van de gemeente Peking. Het ligt in het noordwesten ten noorden van de Tweede ringweg van het verstedelijkt gebied.
De oppervlakte van Haidian bedraagt 431 km², waarmee het na Chaoyang het grootste district van Peking is. In het gebied leven ongeveer 1,75 miljoen inwoners (gegevens uit 2002).

## Transport
IHet gebied wordt doorkruist door de 3e ringweg, 4e ringweg en de Vijfde ringweg van Peking.

## Belangrijke gebieden en bezienswaardigheden
- Zhongguancun
- Yuanmingyuan
- Zomerpaleis
- Universiteit van Peking
- Tsinghua Universiteit
- Universiteit voor Taal en Cultuur van Peking
- Renmin Universiteit van China
- Militair museum in Peking